# Joseph von Fraunhofer

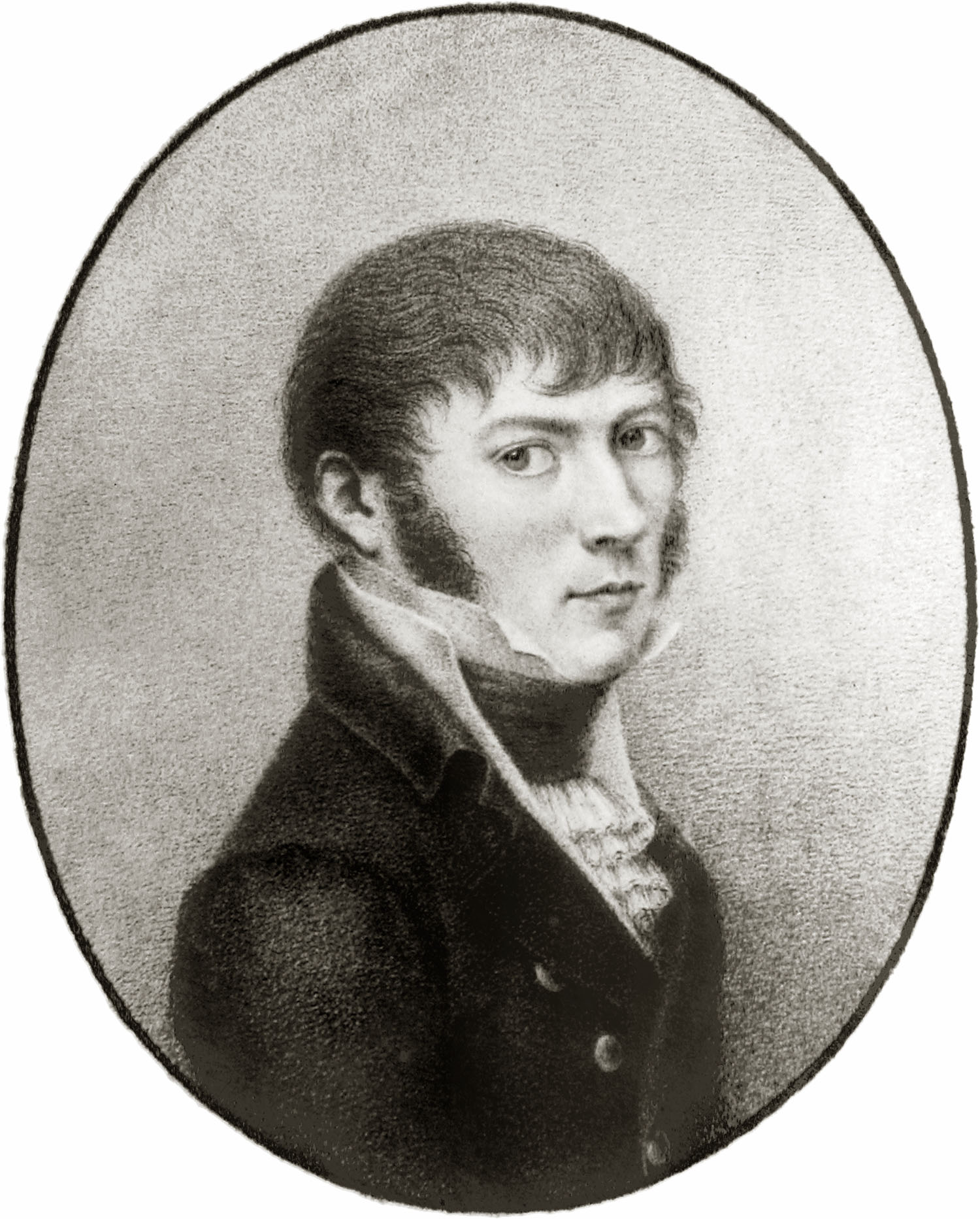
Joseph von Fraunhofer

Joseph von Fraunhofer, född 6 mars 1787 i Straubing i Bayern, död 7 juni 1826 i München, var en tysk instrumentmakare och vetenskapsman.
Fraunhofer blev 1798 lärling i en optisk verkstad och fick senare anställning i Georg Friedrich von Reichenbachs, Joseph von Utzschneiders och Joseph Liebherrs fabrik (i München) för tillverkning av matematiska och fysikaliska instrument. Kort därefter blev han föreståndare för den optiska avdelningen i nämnda fabrik, och 1809 upprättade han i förening med Reichenbach och Liebherr det senare mycket berömda optiska institutet i Benediktbeuern, av vilket han snart blev ensam ägare. Detta institut flyttades 1819 till München, där Fraunhofer blev ledamot av vetenskapsakademin samt 1823 professor och konservator vid universitetets fysiska kabinett. Han adlades 1824.
Som optiker sysselsatte sig Fraunhofer i synnerhet med förfärdigandet av akromatiska linser och lyckades därvid komma till utmärkta resultat. För dessa arbeten var det nödvändigt att ha tillgång till homogent ljus, och vid de med anledning därav företagna undersökningarna av solljusets spektrum upptäckte Fraunhofer i detta de mörka, efter honom benämnda Fraunhoferska linjerna, vilken upptäckt givit uppslaget till hela spektralanalysen. Fraunhofer studerade även diffraktionsfenomenen och fann då bland annat att man med ett galler av fina trådar kan framställa ett spektrum (se diffraktionsgitter). 
Bland de många av Fraunhofer tillverkade apparaterna kan nämnas den stora parallaktiska refraktorn i Dorpat.

## Eftermäle
I Tyskland finns idag olika Fraunhofer-institut som drivs av Fraunhofer-Gesellschaft.
Asteroiden 13478 Fraunhofer är uppkallad efter honom.